# Municipal Auditorium
Il Municipal Auditorium è uno stadio situato nella città di Kansas City, negli Stati Uniti d'America. La sua sede è al 301 West sulla 13º strada.

## Storia
Aperto nel 1935 su progetto di Gentry, Voskamp & Neville, può ospitare circa 7.300 persone (con picchi di 10.000 persone in determinati eventi). Alla creazione della struttura fu definita dal mensile Architectural Record come "uno dei 10 migliori edifici costruiti in quell'anno"; nel 2000 il Princeton Architectural Press lo ha incluso nelle 500 strutture più importanti degli Stati Uniti d'America.

Ha subito due parziali ristrutturazioni nel 2007 e nel 2013.

## Principali eventi
L'arena negli anni settanta ha ospitato per tre stagioni i Kansas City Kings (squadra NBA, gli attuali Sacramento Kings); inoltre è da sempre la casa dei UMKC Kangaroos (la squadra dell'University of Missouri–Kansas City).
Dal 2003 al Municipal Auditorium si tiene annualmente il torneo della Mid-America Intercollegiate Athletics Association, l'arena ha ospitato nove final-four del torneo NCAA di pallacanestro (di cui tre fra le prime quattro mai disputate) ma l'ultima partita della March Madness disputata è datata 1964.
Nel 1991 il Municipal Auditorium ha ospitato i Kansas City Attack (squadra calcistica della NPSL) e dal 2009 i Kansas City Roller Warriors (squadra di Roller derby).